# Aida (opera)
Az Aida [aˈiːda] Giuseppe Verdi négyfelvonásos operája. Szövegét Auguste Mariette régész története alapján Antonio Ghislanzoni írta. 1871. december 24-én mutatták be a kairói operaházban.
A széles körben elterjedt nézettel szemben az Aida nem a Szuezi-csatorna megnyitójára készült. Egyiptom uralkodója, Iszmáil alkirály az új kairói operaház megnyitójára rendelt egy darabot Verditől, de ő ezt visszautasította, így a nyitóelőadás 1869 novemberében a Rigoletto volt. Később a szervezők újra megkeresték Verdit, most már kifejezetten operát kérve, de a mester megint nemet mondott. Figyelmeztették, hogy akkor Charles Gounod-t kérik fel, majd mikor végül azzal fenyegették, hogy Richard Wagnert bízzák meg, Verdi aláírta a 150 000 frankos szerződést. Az opera bemutatóját a porosz–francia háború is késleltette.
Magyarországon először a Nemzeti Színház mutatta be 1874. április 9-én, majd 1885. április 12-én az Operaház is műsorára tűzte.

## Szereplők
| Szereplő                                                                          | Hangfekvés   |
| --------------------------------------------------------------------------------- | ------------ |
| Egyiptom királya                                                                  | basszus      |
| Amneris, a lánya                                                                  | mezzoszoprán |
| Aida, rabnő, Amonasro etióp király lánya                                          | szoprán      |
| Radames, egyiptomi fővezér                                                        | tenor        |
| Ramphis, főpap                                                                    | basszus      |
| Amonasro, Etiópia királya                                                         | bariton      |
| Főpapnő                                                                           | mezzoszoprán |
| Hírnök                                                                            | tenor        |
| Testőrök, papok, papnők, egyiptomi csapatok, abesszin foglyok és rabszolgák, nép. |              |

## Cselekmény
Helyszín: Memphisz és Théba

### I. felvonás
1. kép
A királyi palota terme, a kapun keresztül a piramisok látszanak.
Aida, az etióp király, Amonasro lánya Memphisben él rabszolgaként, de fogvatartói nem ismerik származását. Beleszeret Radamesbe, a fiatal katonatisztbe, aki viszontszereti őt, de Amneris, az egyiptomi király lánya is a délceg férfiba szerelmes. Aida apja, Amonasro közben megtámadja Egyiptomot, hogy kiszabadítsa lányát. Amneris nyomására Ramphis főpap kinyilatkoztatja, hogy Ízisz istennő a fiatal tisztet óhajtja az egyiptomi sereg vezéréül. Aida olyan választás elé kerül, hogy apja vagy szerelme győzelméért imádkozzon-e.
2. kép
Phtá temploma. A középen álló oltárt titokzatos fény világítja meg felülről.
Nagy ünnepség zajlik, papnők táncolnak. Ramphis átadja a megszentelt kardot Radamesnek és ezzel hadvezérré avatja.

### II. felvonás
1. kép
Amneris hálószobája.
Amneris azt füllenti Aidának, hogy Radames meghalt a csatában, de amikor látja a rabszolgalány szomorúságát, elmondja neki az igazat: a dalia él. Aida boldog ujjongásával elárulja érzelmeit. A felharsanó trombiták jelzik, hogy a győztes hadvezér visszatért, Amneris pedig elindul, hogy a fáraó lányaként üdvözölje őt.
2. kép
A városfalon kívül, a nagy kapunál.
Radames győzelmi menetben érkezik. Fogolyként hozzák az etióp királyt, Amonasrót is. Az egyiptomiak nem tudják, hogy ki ő, mert azt mondja, hogy a király elesett az ütközetben. Aida apjához siet, de az leinti őt, hogy megőrizze inkognitóját.
A fáraó felajánlja, hogy a siker jutalmaként Radames bármit kívánhat. A hadvezér az etióp hadifoglyok szabadon bocsátását kéri, amit az uralkodó teljesít is. Ramphis azonban közbelép, és Aida az apjával együtt egyiptomi fogoly marad. A fáraó utódjául választja Radamest és a trón mellé adja lánya kezét is.

### III. felvonás
A Nílus partján, közel Ízisz templomához.
Miután Amonasro megtudja, hogy lányát Radameshez gyengéd szálak fűzik, felszólítja Aidát, hogy derítse ki Radames seregeinek helyzetét. Az etióp sereg ugyanis újraszerveződött és felkészült, hogy kiszabadítsa királyát, ezért Aidának meg kell tudnia, melyik utat nem szállták meg az egyiptomiak. Aida először tiltakozik, de aztán elvállalja a feladatot. Radames szerelme és hazája között őrlődik, de végül elmondja a hadititkot. Amint megtudja a titkot, Amonasro szökni akar lányával és Radamesszel együtt. Radames azonban marad, önként adja fel magát. Amneris és Ramphis pedig a szökevények után küldi az őröket.

### IV. felvonás
1. kép
Az Igazság Templomának csarnoka. Az egyik ajtó Radames börtöncellájába vezet.
Amonasro szökés közben meghal, Aida eltűnik. Az áruló Radamesre halál vár. Amneris még mindig szereti és meg akarja menteni. Ha Radames lemondana Aidáról, ő az apjánál kegyelmet kérne neki. A hadvezér azonban úgy érzi, nincs már értelme életének, meg akar halni. A főpapok így kihirdetik a halálos ítéletet: Radamest élve falazzák be az Ízisz-oltár alatti sziklasírba. Amneris megátkozza a papokat.
2. kép
A színpad alsó része a templom alatti sír, a felső része maga a templom.
Aida elrejtőzött a kriptában, hogy együtt haljon meg szerelmével. Mindketten elfogadták sorsukat, elbúcsúznak a földi élettől és várják az elmúlást. Amneris felettük sír és imádkozik, körülötte a papok táncolnak.

## Híres áriák, kórusművek
- Celeste Aida - Radames románca (első felvonás)
- Ritorna vincitor - Aida áriája (első felvonás)
- Fu la sorte dell' armi a tuoi funesta - Aida és Amneris kettőse (második felvonás)
- Gloria all'Egitto vagy Marcia trionfale - győzelmi kórus (második felvonás)
- O patria mia - Aida áriája (harmadik felvonás)
- O terra addio, valle di pianti - Aida és Radames kettőse (negyedik felvonás)

## Aida átiratok
Az Aidából musical is készült. Zenéjét Elton John szerezte, szövegét Tim Rice írta. 2000 és 2004 között a Broadwayen játszották.
Magyarországon 2007. július 27-én mutatták be a Székesfehérvári Vörösmarty Színház és a budapesti West End Színház koprodukciójaként a Margit-szigeten, majd több mint hetven előadást ért meg szerte az országban, sőt külföldön is. A magyarországi bemutató rendezője Szurdi Miklós és Szomor György voltak.
Az opera egy részlete a „Gloria all´Egitto” (Áldanak hálás népeid) focidal lett, és ennek a résznek a trombitán játszott változata megjelenik a Chumbawamba együttes „The Top of the World (Olé, Olé, Olé)” című dalában.